# Patrick Lourpidon
Patrick Lourpidon est une série de bande dessinée franco-belge créée en 1960 dans le no 1147 du journal Spirou par Eddy Ryssack au dessin et Finas au scénario. Elle raconte les aventures de Patrick Lourpidon un petit garçon, de sa sœur Lisette et de son ami Antoine sur la planète Foras.